# If the World
"If The World" är en funkrocklåt av det amerikanska rockbandet Guns N' Roses. Låten år spår 5 på albumet Chinese Democracy från 2008, och är 4 minuter och 54 sekunder lång. Den är skriven av Axl Rose och Chris Pitman.
Låten kretsar till stor det runt ett akustiskt gitarriff, spelat av gitarristen Buckethead. Riffet sägs vara inspirerat av rytmer från mellanöstern
Då låten läckte ut på internet under sommaren 2008 gick den ofta under namnet New Song #3.